# Унтеркирнах
Унтеркирнах (нем. Unterkirnach) — община в Германии, в земле Баден-Вюртемберг. 
Подчиняется административному округу Фрайбург. Входит в состав района Шварцвальд-Бар.  Население составляет 2722 человека (на 31 декабря 2010 года). Занимает площадь 13,17 км².